# Villanova (Korsika)
Villanova (korsisch Beddanova) ist eine Gemeinde auf der französischen Mittelmeerinsel Korsika. Sie gehört zum Département Corse-du-Sud, zum Arrondissement Ajaccio und zum Kanton Ajaccio-5. Sie grenzt im Nordwesten an das Mittelmeer, im Norden und im Osten an Alata sowie im Süden und im Südwesten an Ajaccio.

## Bevölkerungsentwicklung
| Jahr      | 1962 | 1968 | 1975 | 1982 | 1990 | 1999 | 2008 | 2012 |
| --------- | ---- | ---- | ---- | ---- | ---- | ---- | ---- | ---- |
| Einwohner | 124  | 102  | 127  | 171  | 240  | 307  | 353  | 348  |

## Wirtschaft
Villanova ist eine der 36 Gemeinden mit zugelassenen Rebflächen des Weinbaugebietes Ajaccio.